# Molophilus (Molophilus) stroblianus decoloratus
Molophilus (Molophilus) stroblianus decoloratus is een ondersoort van de tweevleugelige Molophilus (Molophilus) stroblianus uit de familie steltmuggen (Limoniidae). De ondersoort komt voor in het Palearctisch gebied.